# Eduard Parri
Eduard Parri (russisk: Эдуард Иванович Парри) (født 6. september 1973 i Myski i Sovjetunionen) er en russisk filminstruktør og manuskriptforfatter.

## Filmografi
- O, stjastlivtjik! (О, счастливчик!, 2009)[1][2]
- Zjili-byli (Жили-были, 2018)